# 버드송 (드라마)
《버드송》(영어: Birdsong)은 시배스천 폭스의 1993년 동명의 소설을 원작으로 2부작으로 BBC에서 방송 된 영국의 텔레비전 드라마이다. 주연으로는 에디 레드메인이 스티븐 레이스포드 역할과 클레멘스 포시가 이사벨 아자이르 역할을 맡았고, 필립 마틴이 연출을 아비 모건이 각본을 맡았다. 워킹 타이틀 필름스와 BBC, PBS의 마스터피스에서 제작했으며, 영국에서는 2012년 1월과 미국에서는 2012년 4월에 첫 방송 되었다.
대한민국에서는 2014년 7월 8일부터 7월 22일까지 3주간 EBS 세계명작극장에서 방영되었다.

## 줄거리
1차 세계대전에 참전한 장교 스티븐 레이스포트(에디 레드메인 분)은 한 치 앞을 알 수 없는 숨막히는 참호전을 겪고 있다. 그러나 이런 비극적 전쟁의 소용돌이 속에서도 스티븐은 지나간 사랑의 기억을 놓을 수 없다. 전쟁 발발 전에 스티븐은 프랑스에서 함께 지냈던 르네의 아내인 이자벨 아자이르(클레멘스 포시 분)와 사랑에 빠진 적이 있다. 지나간 사랑, 이자벨을 추억하며 방황하던 스티븐은 전쟁터에서 독일군의 총을 맞고 의식을 잃는다.

## 출연진
- 에디 레드메인 - 스티븐 레이스포트 역
- 매튜 구드 - 그레이 대령 역
- 클레멘스 포시 - 이사벨 아자이르 역
- 리차드 매든 - 위어 역
- 클라라 그리봇 - 리제트 역
- 안소니 앤드류스 - 바클레이 대령 역
- 마리 조제 크로즈 - 잔느 포멘뜨르 역
- 조셉 묠 - 잭 파이어그레이스 역
- 토머스 터구즈 - 티퍼 역
- 조지 맥케이 - 프라이빗 더글라스 역